# يونايتد سيتي
يونايتد سيتي (بالإنجليزية: United City Football Club)‏ هو نادي كرة قدم في الفلبين تأسس في 2012 يقع مقره في باكولود. يلعب في دوري الفلبين الممتاز لكرة القدم. يدربه ريستو فيداكوفيتش. كان النادي يعرف باسم سيريس نيغروس حتى 2017.